# Damurdash
Damurdash al-Muhammadi, també Timurtash al-Muhammadi, fou governador d'Alep des de 1390 fins vers 1421. El Sultà va decretar el 1390 que Qarā Damurdāsh al-ʾAḥmadī (després Damurdash al-Muhammadi), governador de Trípoli del Líban, esdevenia governador d'Alep succeint a Kumushbughā al-Hamawī; aquest era cessat i havia de tornar al Caire; l'amir Tanbak, conegut com a Tanam al-Ḥasanī al-Ẓāhirī, fou enviat a portar a Qarā Damurdāsh el diploma (taqlīd) i la roba del càrrec (tashrīf).
Se l'esmenta el 1399 quan el sultà Ahmad ibn Uways va abandonar Bagdad que va deixar en mans del seu amir Fàraj, i es va dirigir a Síria; va passar per Alep, on era governador Damurdash o Timurtash, per arribar a Anatòlia, al territori de l'otomà Bayazid I.
A cent seixanta milles al sud-oest de Malatya es trobava la ciutat d'Alep, un pròsper centre polític, comercial i cultural. Les forces de Timur van recórrer aquesta distància en nomes tres setmanes, parant tan sols per saquejar i matar, i tot i que els soldats estaven cansats. Les peticions urgents d'ajut de Damurdash al sultà Fàraj no van tenir resposta. Damurdash sabia que ja no hi havia temps de que arribàs un exèrcit des del Caire i va reunir les tropes que va poder per a la defensa de la ciutat. Venien d'Antioquia i Acre, de Hama i Homs, de Ramal·lah, de Canaan, Nablus, Samària, Gaza, Ramlah, Trípoli, Baalbek, Jerusalem i de Kerak i Kalat Errum. L'opinió dins de la ciutat es va dividir entre aquells que volien demanar la pau, inclòs Damurdash (Timurtash), i aquells que preferien una resposta més combativa. Els arguments de Damurdash eren sòlids i basats en el que havia fet Timur i en el poc que significava llegir el seu nom a la khutba o encunyar moneda amb un nom, i alguns regals que els notables li haurien d'oferir. Per contra els partidaris de resistir no se sentien impressionats, pensaven que les seves ciutats eren sòlides i les guarnicions valentes i ben equipades i mentre l'enemic dormia en tendes ells dormien en pedra tallada. Els sirians haurien d'enfrontar-se a l'exèrcit de Timur sols. El 6 de novembre de 1400, els tàtars eren acampats davant Alep. Timur va enviar durant diversos dies partides que van sostenir escaramusses, les quals van fer reconeixement de la ciutat i els seus voltants. Aquestes eren les mateixes tàctiques que havia utilitzat per temptar els indis de darrere dels murs de la ciutat de Delhi i evitar un setge prolongat i també a Síria van tenir èxit. Les portes es van obrir i l'exèrcit sirià es va reunir en formació de batalla. Sudun, el virrei de Damasc, va dirigir l'ala dreta, amb tropes de Damasc reforçades amb mamelucs. Damurdash va prendre el comandament de l'esquerra, al capdavant de les forces d'Alep complementades també amb més mamelucs. En el que va suposar un greu error tàctic, els soldats no muntats d'Alep van ser col·locats a les primeres línies. Al costat tàtar, Miran Shah i Shah Rukh van dirigir l'ala dreta. Sultan Mahmud Khan, el kan nominal txagatai, va dirigir l'esquerra. Dos dels nets de l'emperador, el fill de Miran Shah, Abu Bakr Mirza i Sultan Husayn Mirza, es van fer càrrec de l'avantguarda de la dreta i l'esquerra respectivament. Els elefants de guerra, capturats a Delhi i ara la novetat militar preferida de Timur, van ser ubicats al front de l'exèrcit, amb la seva armadura. Els dos exèrcits musulmans es van precipitar els uns contra els altres. Els combats van ser furibunds quan els sirians es van llançar contra aquests invasors bàrbars per defensar la seva ciutat. Els elefants foren llençats contra l'ala esquerra siriana, que es va dispersar; Temur va agafar la iniciativa. Sota una forta pressió dels tàtars, finalment els sirians es van girar i van fugir cap a les portes de la ciutat en vista de la resta de l'exèrcit. L'exemple de Damurdash, que es va retirar a la ciutadella, va ser el detonant per a desorganització completa. En un instant la plana es va omplir de sirians buscant la seguretat de les muralles de la ciutat, perseguides de prop pels tàtars. En la fugida molts soldats van ser trepitjats per cavalls, ofegats a la fossa que aviat va quedar amuntegada amb cadàvers. Dones i nois valents que s'havien unit a la defensa de la seva ciutat van ser morts allà on es trobaven.
Damurdash no tenia altre opció que lliurar Alep a Temur amb l'esperança d'impedir més vessament de sang (8 de novembre de 1400, però en moltes fonts apareix aquesta data -i altres- segons el calendari julià, que era el 30 d'octubre de 1400). Va ser presoner però ben tractat, però el virrei Sudun, que havia assassinat l'ambaixador de Temur, va ser pres i encadenat; Timur va enviar un emissari local al Caire, Essen Duvai Davatdar, amb la notícia de que tenia aquests dos governadors i altres notables presos i que no els alliberaria fins que un parent de Tamerla (estava casat amb una neboda de Timur, filla d'una germana) que estava presoner, Atilmish, fos enviat a Alep. Els tresors d'aquesta famosa ciutat pertanyien ara al conqueridor. Però les esperances del virrei d'una conclusió pacífica per a la batalla es van veure frustrades, ja que l'historiador Ibn Taghri Birdi, el pare del qual era comandant en cap dels exèrcits del sultà Fàraj, relata que la gent de la ciutat es va refugiar a les mesquites però que els atacants van anar allí i van agafar a les dones i les van lligar i violar i van matar als nens; moltes dones verges o gentils van ser violades i una fins i tot fou violada a la Gran Mesquita a la vista de molta gent i d'altres tàtars així com dels seu pare, germà i marit que no podia fer res perquè al seu torn estaven sent torturats; al final del dia els carrers estaven coberts de cadàvers. Durant quatre dies van continuar les massacres i els saquejos. Els arbres van ser tallats, les cases van ser enderrocades i les mesquites cremades. Es va produir una matança massiva de jueus de la ciutat, que s'havien refugiat a la sinagoga. Al final es van fer els clàssics munts de caps tallats. Timur va designar a vuit dels seus amirs com a governadors d'Alep. Quinze dies va romandre a la ciutat, seguint després cap a Damasc.
El 1401 Damurdash va acollir a Alep a Taghrī Birdī, que temia ser arrestat.
Damurdas va retornar al govern d'Alep. Exercia el càrrec el 1410, quan va acabar la mesquita d'Utrush.
Durant la revolta de Nawruz fou comandant en cap de les forces de Fàraj, fins que finalment el va abandonar. Va reunir els seus oficials i va dubtar entre passar a Nawruz (que li va donar 1000 diners i li va demanar de fer-ho) o anar amb el califa sultà; la majoria dels seus companys van suggerir escollir el bàndol de Nawruz però ell no hi va estar d'acord i va marxar per mar fins a Damietta i va demanar fer la khidma al sultà, obtenint permís d'aquest.
Els amirs van enlairar al califa abbàssida proclamat sultà, Abbas al-Musta'in (al-Mu‘taṣim billāh al-‘Abbāsī ibn al-Mutawakkil ‘alā ’l-lāh Muḥammad maig del 1412). Animats pel carisma del califa abbàssida els amirs es van dirigir a Damasc en persecució de Fàraj i van allotjar a al-Musta'in just als afores; després d'un breu setge, Fàraj va demanar la pau (22 May 1412). Fàraj va haver de concedir una amnistia i reconèixer a al-Musta'in com a sultà. Al-Musta'in residiria temporalment a Damasc al Qaṣr al-Nā’ib (Palau del lloctinent). Sobre la sort de Fàraj es va discutir i finalment es va imposar la pena de mort que fou complida el 28 de maig de 1412.
El 1413, després de la sortida de Nawruz de Damasc, Damurdash va tornar a Alep i a petició dels notables locals, va prendre possessió de la ciutat i del govern.